# 說出世部

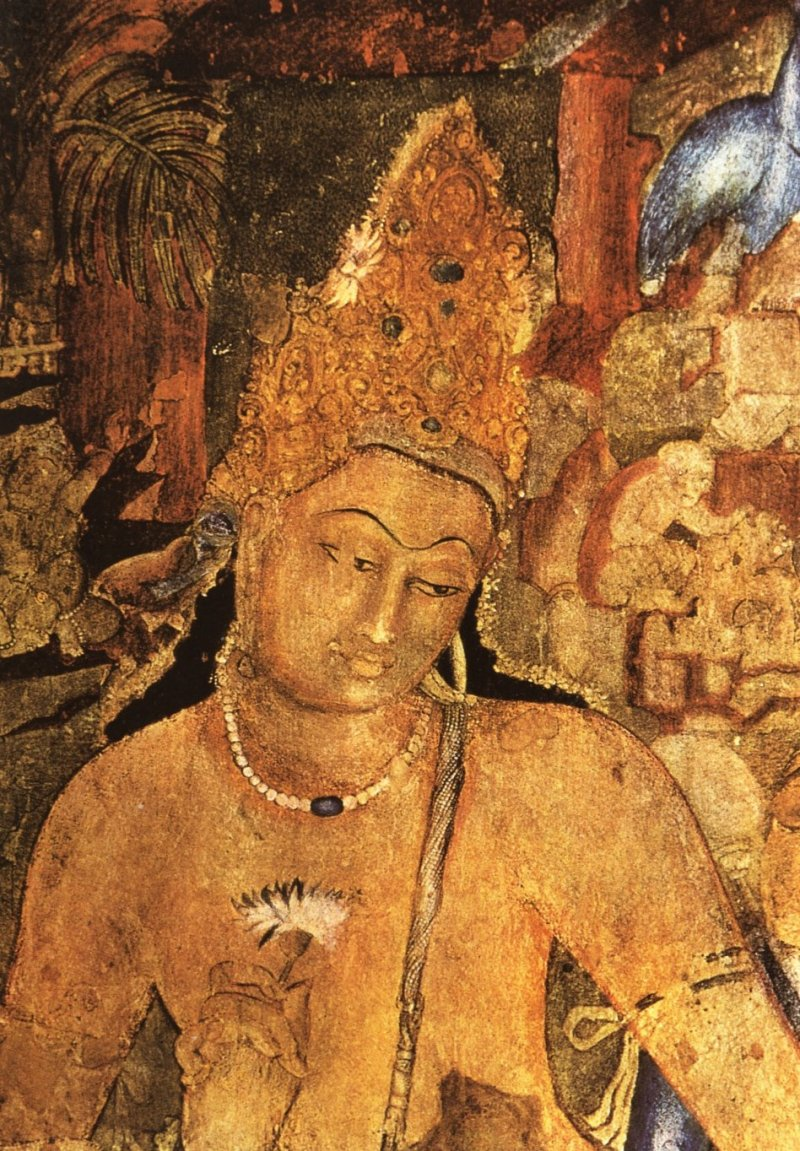
説出世部是佛教的一個特定宗派，其認為有無數的佛陀和菩薩浄土。

說出世部（羅馬化：Lokottaravāda）亦譯「出世部」、「出世說部」，是部派佛教中大眾部分支之一，《異部宗輪論述記》記載這個部派認為「世間法但有假名，都無實體」，唯有「出世之法」(道及道果如「涅槃」等）才是真實的。因為主張只有出世法（梵語：Lokottara；巴利語：Lokuttara）有實性法體，所以叫做「說出世部」。

## 名稱由來
說出世部的語源源自梵語詞 lokottara，意指「超越的」或「超越世界的」。這個名稱用來指稱那些遵循超越教義的人，特別是這個部派成員。儘管只有該部派使用「說出世部」這個名稱，但在大衆部中，所有的部派都被認為接受了關於超越世界的教義。